# Ahmed Saïd (natation)
Pour les articles homonymes, voir Ahmed Saïd.
Ahmed Saïd (en arabe : احمد سعيد), né le 1er janvier 1962, est un nageur égyptien.

## Carrière
Ahmed Saïd remporte deux médailles d'or aux Championnats d'Afrique de natation 1982 au Caire. Il dispute ensuite les Jeux olympiques d'été de 1984 à Los Angeles, disputant les épreuves de nage libre et de papillon.